# La Danse (Derain)
Pour les articles homonymes, voir La Danse.
La Danse est un tableau réalisé par le peintre français André Derain en 1906. De format horizontal, cette huile sur toile fauve représente des danseuses plus ou moins vêtues dans une végétation exotique où se remarquent un grand oiseau et un serpent. L'œuvre est conservée au sein d'une collection privée.